# Cratere Backlund
Backlund è un vasto cratere lunare intitolato all'astronomo russo-svedese Oskar Backlund. Il cratere è situato nel lato oscuro della Luna dietro il confine est. Confina con il bordo sud-occidentale del cratere Pasteur e con quello occidentale del cratere Hilbert. Il bordo settentrionale di questo cratere è pesantemente eroso mentre l'interno dello stesso appare relativamente liscio, ad esclusione dei piccoli segni di impatti successivi.

## Crateri correlati
Alcuni crateri minori situati in prossimità di Backlund sono convenzionalmente identificati, sulle mappe lunari, attraverso una lettera associata al nome.
| Backlund | Coordinate             | Diametro (in km) |
| -------- | ---------------------- | ---------------- |
| E        | 15°48′00″S 105°34′12″E | 13,38            |
| L        | 18°22′12″S 103°49′12″E | 57,19            |
| N        | 17°54′36″S 103°04′12″E | 18,04            |
| P        | 19°00′36″S 102°18′36″E | 26,19            |
| R        | 16°54′00″S 101°52′12″E | 22,97            |
| S        | 16°55′12″S 100°59′24″E | 20,85            |